# Алентејски пастирски пас
Алентејски пастирски пас (португалски:Rafeiro do Alentejo) или португалски мастиф је велика пасмина која потиче из Португалије. Име ове пасмине потиче из Алентеја, југо-централног дела Португалије. Иако реч rafeiro значи мешанац на португалском, алентејски пастирски пас је признат као раса од стране португалског кинолошког савеза и Међународне кинолошке федерације. Првобитна намена му је била чување стоке, а данас се најчешће користи као чувар имања.

## Основно
- Мужјак
  - Висина од 66 до 73 цм
  - Тежина од 40 до 50
- Женка
  - Висина од 63 до 71цм
  - Тежина од 35 до 45

## Историја
Многи верују да овај пас потиче од великих паса који се хиљадама година налазе на планинским пределима Тибета. Претпоставља се да су његови преци мигрирали западно у Азију, прелазећи преко Балкана са Римским легијама. Током година, алантејски пастирски пас развио је сопствене физичке особине и карактеристике, што је довело до разлике међу регионима. Развио се у моћног чувара стада који ће неустрашиво штитити овце или стоку од предатора. Током еволуције, многи историчари верују да су анадолски пасирски пас и шпански мастиф укрштени како би се створио оштроуман, територијалан пас. У Португалији је било неопходно током целе године селити стоку, тражећи боље пашњаке и топлију климу. Алантејски пастирски пас је пратио стоку од пашњака до пашњака. Вековима је пратио стоку и навикао се на живот између региона Дуоро и Алентеј. 
Пошто су се ранчери ту трајно населили, алантејски пастирски пас остао је у јужном региону близу Алентеја и поред својих дужности чувања стоке, чувао је и велика рурална имања. Око 1953. године Антонио Кабрал и Филипе Ромеирас почињу се занимати за ову велику пасмину. Заједнички су радили на стварању првог званичног стандарда. Ова пасмина је почела нестајати 1960-тих и 1970-тих и до 1980-тих беше скоро потпуно изумрла. Захваљујући одлучности мале групе узгајивача у Португалији, алантејски пастирски пас отпочео је препород и данас, иако и даље редак, расте у бројности. Људи су га почели увозити у САД, те је 2006. године признад од стране Уједињеног кинолошког савеза. Још није званично признат од стране америчког кинолошког савеза.

## Карактеристике пса

### Нарав
Алантејски пастирски пас је импресивног изгледа, крупан, упоран и вредан. Може бити веома тврдоглав и потребно је имати искуство приликом дресуре. Негативно реагује на оштре казне. Током живота потребна му је дресура и социјализација. Одлично се сналази са децом, а према странцима је резервисан. Изузетно су територијални и браниће стоку, домаћинство и породицу. Нису агресивни, али јесу заштитнички настројени. 

### Глава
Глава подсећа на главу медведа, много је шира на врху, а ужа и мање заобљена у основи, сразмерна крупном телу. Лобања је широка, испупчена по две осе, аркаде нису истакнуте, чеона бразда је слабо наглашена између и изнад очију, а потиљна кврга је слабо уочљива, са благим и уједначено повијеним простором између ушију.
Нос је тамне боје, овалан, са врхом благо савијеним одозго надоле и од напред ка назад. Вилице су снажне, врло мишићаве и врло супростављене једна другој. Очи су мирног израза, скоро плитке, тамне боје. Уши су средње усађене, прелољене, оборене са стране и слабо покретно. Врат је добро усађен, прав, кратак, снажан са средњим подгушњаком.

### Тело
Груди су широке и нису много упадљиве. Грудни кош је веома спуштен, дубок, широк, а грудна кост је скоро водоравна. Ребра су равна, благо коса. Леђа су права и благо улегнута, дуга. Трбух и слабине су сразмерне крупноћи, не као код хрта, следе линију грудне кости. Реп је усађен широко и снажно, дуг је и тежак, а последњи репни пршљен допире најмање до скочног злогба. У мировању реп је равно обешен или у доњој трећини благо заобљен, у узбуђењу више ношен.
Длака може бити жута, сивкасто бела, црвена, црвена са црним пругама, као и црна са пругама. Длака има два варијетета: кратка и дуга длака. Код варијетета са кратком длаком покровна длака је густа, равна, прилежућа, крута. Поддлака је богата, а бутина је блаже одлакана. Код варијетета са дугом длаком покровна длака је средње дуга, равна са раскошном поддлаком. Преко карлице и сапи понекад благо таласаста. Снажно одлакана бутина, предње ноге са заставицама. Лични део и уши кратко одлакани, реп китњаст. 

## Нега и здравље
Ова пасмина не захтева много неге, те је довољно четкање једном недељно, осим у периодима лињања. Два пута годишње, у току сезоне лињања, длака му доста опада па јој треба посветити више пажње. Пошто су овој раси оборене уши, потребно је обратити пажњу на ушне канале, тј. редовно их чистити.
Није познато много тога што се тиче здравственог стања ове пасмине, али као и код осталих великих раса, алантејски пастирски пас може имати дисплазију кука.
У просеку ова пасмина живи око 12 година, а женка оштени око 9-13 штенаца.